# 上田多門
上田 多門（うえだ たもん、1954年6月5日 - ）は、日本の土木工学者、北海道大学名誉教授、深圳大学特聘教授。土木学会第110代会長。専門はコンクリート工学。東京都出身。
アジア初の国際標準の制定や国際学会の設立を行い、その経験をもとにISOのコンクリート分野の国際標準活動にも関わり、コンクリート分野のISO専門委員会の議長を務める。

## 略歴
※出典
- 1977年3月 - 東京大学工学部土木工学科卒業
- 1981年12月 - 東京大学工学部助手
- 1982年5月 - ワシントン大学工学部助手
- 1984年4月 - 東京大学講師
- 1986年4月 - 東京大学助教授
- 1987年4月 - アジア工科大学助教授
- 1991年4月 - 北海道大学工学部助教授
- 2004年4月 - 北海道大学大学院工学研究科教授
- 2019年10月 - 北海道大学名誉教授
- 2012年4月 -  土木学会国際センター初代センター長
- 2019年11月 - 深圳大学土木交通工学部特聘教授
- 2022年6月 -  土木学会第110代会長